# Caylusea
Caylusea is een geslacht uit de resedafamilie (Resedaceae). De soorten komen voor in Afrika en India. 

## Soorten
- Caylusea abyssinica
- Caylusea canescens
- Caylusea canescens
- Caylusea hexagyna
- Caylusea jaberi
- Caylusea latifolia
- Caylusea moquiniana

Caylusea · 
Ochradenus · 
Oligomeris · 
Randonia · 
Reseda · 
Sesamoides